# サクラ大戦 COMPLETE BOX
サクラ大戦 COMPLETE BOXは、株式会社セガがドリームキャスト向けに発売したゲームソフト。発売日は2002年3月21日。
『サクラ大戦』の第1作から第4作までの4作品（第1作及び第2作は、セガサターンからの移植版）が全て収録されている。
ディスク（GD-ROM）10枚組。個々に発売されたものより、パッケージなどが豪華な作りとなっている。
2006年9月21日には、同内容のMicrosoft Windows版がまとめられた「サクラ大戦 PREMIUM EDITION」が発売された。こちらはDVD-ROM4枚組となりパッケージのサイズが異なるが、デザインなどの意匠は共通している。

## 収録作品
- サクラ大戦
- サクラ大戦2 〜君、死にたもうことなかれ〜
- サクラ大戦3 〜巴里は燃えているか〜
- サクラ大戦4 〜恋せよ乙女〜